# 동백항 (기장군)
동백항(冬柏港)은 부산광역시 기장군 일광읍 동백리에 위치한 어항이다. 지방어항으로 지정하여 관리하고 있다. 시설관리자는 기장군수이다.

## 어항구역
본 항의 어항구역은 다음과 같다.
- 수역[1]
  - 방파제 기점에서 전방 300m 반경 원내수역
- 육역[2]
  - 기장군 일광읍 동백리 21-4(잡) 3,670m2
  - 기장군 일광읍 동백리 21-8(제) 692m2
  - 기장군 일광읍 동백리 233-27(제) 4,932m2
  - 기장군 일광읍 동백리 233-30(제) 309m2
  - 기장군 일광읍 동백리 233-42(잡) 1,445m2
  - 기장군 일광읍 동백리 233-43(잡) 2,088m2
  - 기장군 일광읍 동백리 233-44(제) 1,086m2

## 개발계획
- 2010년 6월 23일 고시된 두호항 어항개발계획의 주요내용은 다음과 같다.[3]
  - 외곽시설: 방파제 L=115m
  - 계류시설: 물양장 L=214m
  - 복지시설: 복지회관 A=286m2